# Cheyenne (film)
Cheyenne (Winterhawk) è un film western statunitense del 1976 diretto da Charles B. Pierce.

## Trama
Il figlio di Falco d'Inverno capo di una tribù indiana "Cheyenne" muore di vaiolo, quindi Falco d'Inverno va alla ricerca di una medicina per sconfiggere questo terribile male che potrebbe contaminare tutta la sua tribù, ma si imbatte in due ladri di pelli, i quali con inganno gli promettono aiuto per curare la sua tribù lo portano in un bosco e gli tendono un agguato colpendo a morte alcuni dei suoi uomini e rubandogli le pelli tanto preziose.
Falco d'Inverno si vendica prendendo in ostaggio una ragazza bianca con suo fratello, da rilasciare in cambio delle medicine. La ragazza bianca si innamora di Falco d'Inverno per il rispetto con cui viene trattata ed alla fine diverrà sua moglie, e i due ladri verranno giustamente giustiziati.